# 楊榮 (成化壬辰進士)
杨荣（1439年—？），字時秀，浙江省紹興府餘姚縣（今浙江省餘姚市）人，明朝政治人物、進士出身。

## 生平
浙江鄉試第五十二名。成化八年（1472年）壬辰科會試第五十一名，殿試登進士第二甲第十名。官至南京工部主事。

## 家族
曾祖父楊希賢。祖父楊自新。父亲楊宜震。孫楊大章，官至刑部左侍郎。

## 著作
有詩六首，收錄於《列朝詩集》丙集第三。